# Charles De Visscher

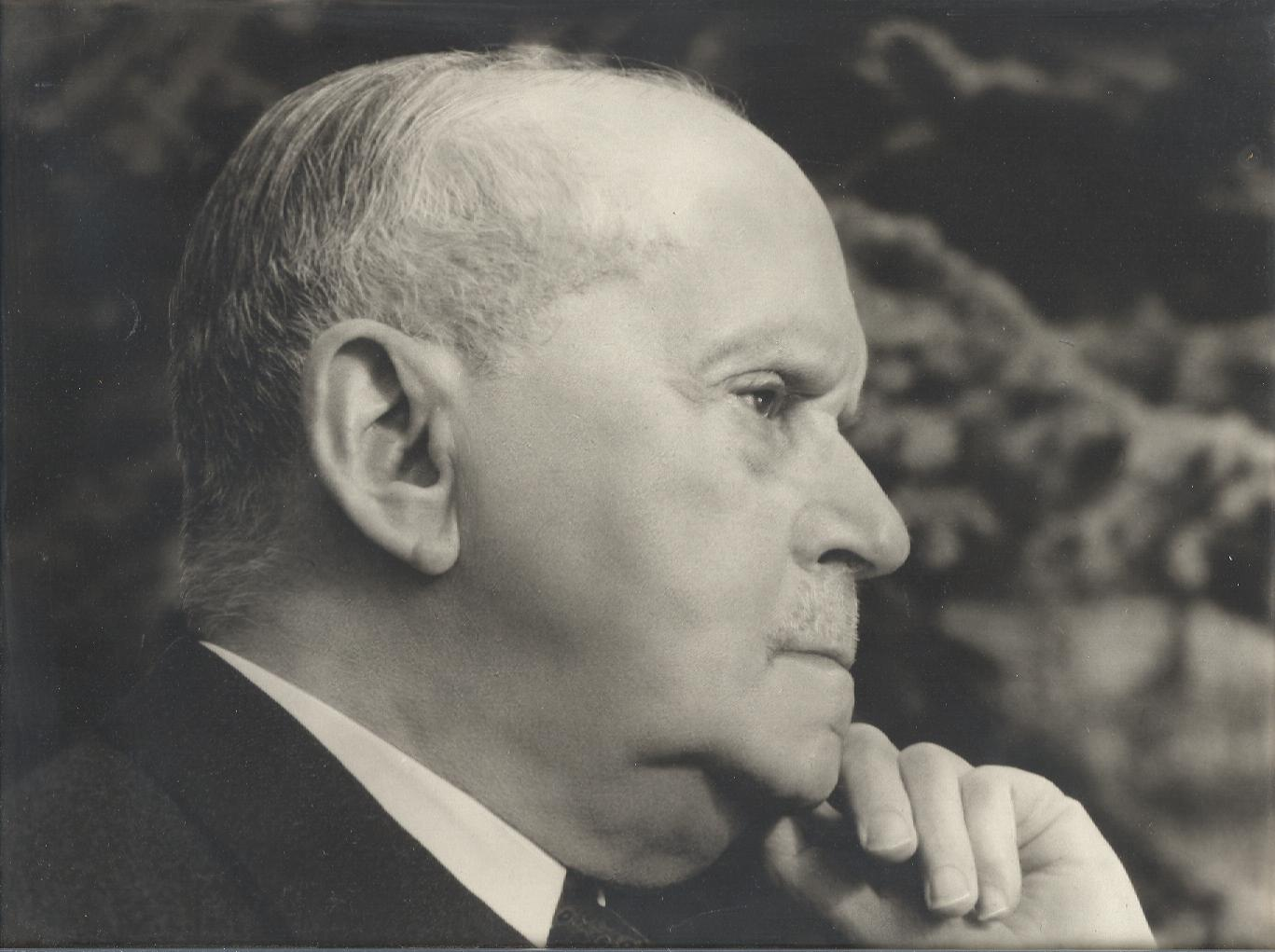
Charles De Visscher

Charles Marie Joseph Désiré De Visscher (* 2. August 1884 in Gent; † 2. Januar 1973 in Woluwe-Saint-Pierre) war ein belgischer Jurist.
Nach frühen Arbeiten im Zivil-, Sozial- und Arbeitsrecht wandte er sich unter dem Eindruck des Ersten Weltkrieges dem Völkerrecht zu und nahm in diesem Bereich im Laufe seiner Karriere eine Reihe von hochrangigen Positionen und Ämtern ein. So wirkte er als Juraprofessor an den Universitäten in Gent und Löwen sowie als Gastdozent an der University of Chicago und der Haager Akademie für Völkerrecht, deren Kuratorium er ab 1932 angehörte. Darüber hinaus war er Generalsekretär und Präsident des Institut de Droit international (Institut für Völkerrecht), ab 1923 Mitglied des Ständigen Schiedshofs in Den Haag sowie von 1937 bis 1946 Richter am Ständigen Internationalen Gerichtshof und von 1946 bis 1952 an dessen Nachfolgeinstitution, dem Internationalen Gerichtshof (IGH). Damit war er einer von zwei Richtern, die an beiden Gerichten tätig waren, sowie der bisher einzige Richter aus Belgien in der Geschichte des IGH.
Das völkerrechtliche Wirken von Charles De Visscher war damit sowohl durch akademische als auch durch praxisorientierte Aktivitäten geprägt. Er veröffentlichte eine Vielzahl an Beiträgen in verschiedenen Bereichen des internationalen Rechts, darunter einige inhaltlich bedeutsame Arbeiten zu neuen Aspekten wie beispielsweise in den 1930er Jahren zum Schutz von Kulturgut bei bewaffneten Konflikten und nach dem Zweiten Weltkrieg zum Konzept der Menschenrechte. Sein Hauptwerk, das 1953 veröffentlichte Buch Théories et réalités en droit international public (Theorie und Wirklichkeit des Völkerrechts), wurde im selben Jahr zur herausragendsten Neuerscheinung im Bereich des Völkerrechts gewählt und galt bereits wenige Jahre später als Klassiker. Aufgrund seines Wirkens zählte Charles De Visscher in der ersten Hälfte des 20. Jahrhunderts sowohl in Belgien als auch international zu den wichtigsten Juristen im Bereich des Völkerrechts. Er wurde 1954 zum fünften und bisher letzten Ehrenpräsidenten in der Geschichte des Institut de Droit international ernannt und war darüber hinaus Ehrenmitglied der Amerikanischen Gesellschaft für internationales Recht sowie Mitglied der nationalen Akademien Belgiens, der Niederlande, Spaniens und der französischen Académie des sciences morales et politiques.

## Leben

### Ausbildung und frühe Arbeiten
Charles De Visscher wurde 1884 in Gent als der ältere von zwei Brüdern geboren. Sowohl seine Mutter als auch seinen Vater Charles De Visscher (* um 1852; † 4. Juli 1896), der als Arzt und Professor für Rechtsmedizin an der Universität Gent wirkte und als „Autorität auf dem Gebiete der Chirurgie“ galt, verlor er bereits in jungen Jahren. Er studierte Rechtswissenschaften an der Universität seiner Heimatstadt sowie in Paris und beendete das Studium am 8. Oktober 1907 mit dem Doktorat (Docteur en Droit). Nach seiner Zulassung als Anwalt beschäftigte er sich zunächst vorrangig mit dem Zivilrecht, das zur damaligen Zeit als führende Rechtsdisziplin galt, und veröffentlichte in den Jahren 1909 und 1910 seine ersten beiden juristischen Abhandlungen. Parallel dazu schloss er im Februar 1909 ein Studium der Politikwissenschaft ab. Im Jahr 1910 heiratete er Hélène Mertens; aus der Ehe gingen acht Kinder hervor. Unmittelbar vor Beginn des Ersten Weltkriegs wandte sich Charles De Visscher dem Sozialrecht zu, das zu dieser Zeit als neue eigenständige Rechtsdisziplin entstand. Er ging nach Paris und veröffentlichte hier 1911 unter dem Titel Le contrat collectif de travail eine Abhandlung zum Konzept von Tarifverträgen im Arbeitsrecht. In dieser Schrift sah er das organisierte Auftreten der Arbeitnehmer als einen wichtigen Schritt zur Gleichberechtigung gegenüber den Arbeitgebern an und betrachtete den Abschluss von Tarifverträgen als einen wichtigen Teil dieser Organisation. 1911 übernahm er von Albéric Rolin, dem Bruder von Gustave Rolin-Jaequemyns, dessen Lehraufgaben an der Universität Gent in den Bereichen Strafrecht und Strafprozessrecht und nach der Emeritierung von Rolin im Jahr 1913 den Bereich des internationalen Privatrechts. Im selben Jahr folgte seine erste Veröffentlichung im Bereich des Völkerrechts.
Mit dem Beginn des Ersten Weltkrieges zog sich Charles De Visscher 1914 zunächst nach Antwerpen und kurze Zeit später nach Oxford in England zurück. Es gilt als sicher, dass der Krieg sein juristisches Interesse endgültig in Richtung des Völkerrechts prägte (siehe François Rigaux, 2000 und Joe Verhoeven, 2000). Er veröffentlichte in England mehrere Artikel in englisch- und französischsprachigen Rechtszeitschriften, in denen er sich mit dem Bruch des Völkerrechts beschäftigte, dem das neutrale Belgien durch die deutsche Besetzung ausgesetzt war. Darüber hinaus schrieb er 1916 zu dieser Thematik zwei Bücher, Belgium’s Case: A Juridical Enquiry und La Belgique et les juristes allemands (1917 in deutscher Übersetzung unter dem Titel Belgien und die deutschen Rechtsgelehrten). Nach dem Ende des Krieges wurde er 1919 Rechtsberater des belgischen Außenministeriums und war in dieser Funktion an den Verhandlungen beteiligt, die 1920 zur Gründung des Völkerbundes führten. Im Jahr 1924 wurde er Dekan der juristischen Fakultät der Universität Gent. Ab 1920 war er darüber hinaus Mitherausgeber der Zeitschrift Revue de droit international et de législation comparée, in der er bis zu ihrer Einstellung aufgrund des Zweiten Weltkrieges eine Vielzahl an Artikeln veröffentlichte. Ein Jahr später wurde er zum Associate sowie 1927 zum Mitglied und Generalsekretär des Institut de Droit international (Institut für Völkerrecht) ernannt. Darüber hinaus gehörte er ab 1923 dem Ständigen Schiedshof in Den Haag an.

### Wirken am Ständigen Internationalen Gerichtshof

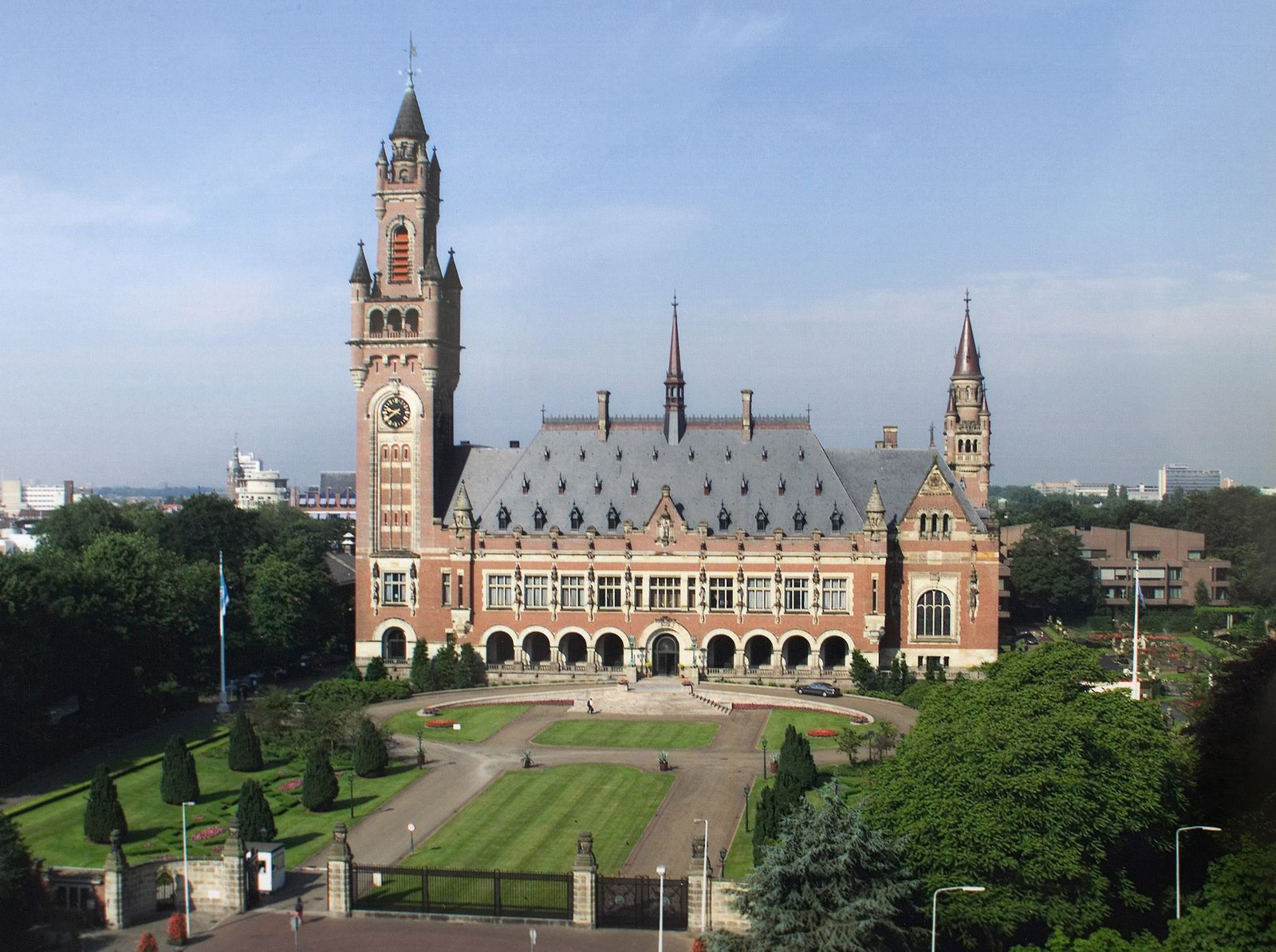
Der Friedenspalast in Den Haag, Sitz des Ständigen Internationalen Gerichtshofs und der Akademie für Völkerrecht

Im selben Jahr trat Charles De Visscher als Rechtsberater der rumänischen Regierung erstmals vor dem Ständigen Internationalen Gerichtshof auf. In dem Fall, der als European Commission of the Danube Case in den Annalen des Gerichts verzeichnet ist, ging es um die Kompetenzen der 1856 gegründeten Europäischen Donaukommission. Deren Zuständigkeit war durch verschiedene Abkommen, an deren Zustandekommen Rumänien nicht beteiligt gewesen war, auf den auf rumänischem Territorium liegenden Donau-Abschnitt zwischen Galați und Brăila ausgeweitet worden. Der Fall, in dem Charles De Visscher unter anderem die Gleichheit der Staaten sowie die staatliche Souveränität als Argumente für die rumänische Position anführte, wurde vom Gericht allerdings zuungunsten Rumäniens entschieden. In einem ähnlichen Fall (International Commission of the Oder Case) um die Zuständigkeiten der Internationalen Oder-Kommission für Abschnitte der Oder, die ausschließlich auf dem Staatsgebiet Polens lagen, hatte er 1929 als Vertreter der polnischen Regierung ebenfalls keinen Erfolg. In den Jahren 1931 und 1932 vertrat er erneut die Interessen Polens bei der Erstellung von zwei Gutachten des Gerichtshofs. Einer dieser Fälle betraf das Recht Polens, mit seinen Kriegsschiffen unter bestimmten Bedingungen den Hafen der Freien Stadt Danzig anzulaufen (Polish Warships in Danzig Case), der andere die Behandlung polnischer Staatsbürger in Danzig (Treatment of Polish Nationals in Danzig Case). Die Entscheidungen des Gerichts fielen in beiden Fällen jedoch zuungunsten der polnischen Position aus. Sein letzter Fall vor dem Ständigen Internationalen Gerichtshof betraf 1933 den Rechtsstatus des östlichen Teils von Grönland (The Legal Status of Eastern Greenland Case). Dieser war zwischen Norwegen und Dänemark umstritten, nachdem Dänemark seit 1921 die Oberhoheit über Grönland beanspruchte und Norwegen ab 1931 mit einer teilweisen Besetzung von Ostgrönland begonnen hatte. Charles De Visscher gelang es in diesem Fall, die dänische Position erfolgreich zu vertreten.
1931 wechselte Charles De Visscher an die Katholische Universität Löwen, da die Universität Gent ein Jahr zuvor die niederländische Sprache angenommen hatte. Sechs Jahre später gab er das Amt des Generalsekretärs des Institut de Droit international ab, ihm folgte sein Bruder Fernand, der bis 1950 fungierte. Beeinflusst durch die archäologischen Interessen seines Bruders und dessen rechtshistorisches Wirken im Bereich des römischen Rechts veröffentlichte er 1935 unter dem Titel La protection internationale des objets d’art et des monuments historiques eine Abhandlung zum völkerrechtlichen Schutz von Kulturgütern. Im selben Jahr kam es durch die Unterzeichnung des Roerich-Paktes erstmals zum Abschluss eines völkerrechtlichen Vertrages in diesem Rechtsbereich. Charles De Visscher übernahm in der Folgezeit den Vorsitz eines Expertenkomitees, das einen Entwurf für eine umfassende Konvention zum Kulturgutschutz ausarbeitete, der im September 1938 in Amsterdam vom Internationalen Museumsamt des Völkerbundes angenommen wurde und als Vorläufer der 1954 abgeschlossenen Haager Konvention zum Schutz von Kulturgut bei bewaffneten Konflikten gilt. Im Mai 1937 wurde Charles De Visscher in Nachfolge von Edouard Rolin-Jaequemyns zum Richter am Ständigen Internationalen Gerichtshof gewählt.
Er wirkte in dieser Position bis zum Januar 1946, auch wenn die Aktivitäten des Gerichts im Februar 1940 infolge des Kriegsbeginns zum Erliegen kamen und 1942 eingestellt wurden, und war in dieser Zeit an sieben Entscheidungen des Gerichts beteiligt. Gegenstand dieser Fälle waren ein Streit zwischen den Niederlanden und Belgien über die Abzweigung von Wasser aus der Maas durch den Bau des Albert-Kanals in Belgien (The Diversion of Water from the Meuse Case), eine Auseinandersetzung zwischen Frankreich und Griechenland bezüglich der Errichtung von Leuchttürmen auf den Inseln Kreta und Samos (Lighthouses in Crete and Samos Case), und der Vorwurf Belgiens gegenüber den spanischen Ermittlungsbehörden, bei den Untersuchungen zur Ermordung des belgischen Barons Jacques de Borchgrave in Spanien nicht mit der notwendigen Sorgfalt vorzugehen (The Borchgrave Case). Weitere Entscheidungen betrafen Differenzen zwischen Frankreich und Italien um Förderrechte für Phosphate in Marokko (Phosphates in Morocco Case), einen Streit zwischen Estland und Litauen um die Eigentums- und Nutzungsrechte an einer Eisenbahnlinie (The Panevezys-Saldutiskis Railway Case), eine Auseinandersetzung zwischen Belgien und Griechenland um Zahlungen Griechenlands an eine belgische Baufirma (The „Société Commerciale De Belgique“ Case) und eine Regelung zwischen Bulgarien und Belgien zur Lieferung von Kohle durch Bulgarien an ein belgisches Unternehmen, das für die Stromerzeugung für die bulgarische Hauptstadt Sofia verantwortlich war (The Electricity Company of Sofia and Bulgaria Case).
Während des Zweiten Weltkrieges gehörte Charles De Visscher in Belgien als Vorsitzender einem aus sechs Mitgliedern bestehenden und verdeckt arbeitenden politischen Komitee an, das in ständigem Kontakt zur belgischen Regierung im Exil in London stand und in offizieller Funktion als Korrespondent der Regierung fungierte. Am 6. Mai 1940 wurde er zum Vollmitglied der Belgischen Königlichen Akademie der Wissenschaften und der Künste gewählt. Nur vier Tage später fiel sein ältester Sohn Jacques, der wie sein Vater Anwalt geworden war, im Krieg.

### Der Internationale Gerichtshof und spätere Arbeiten
Am 26. September 1944 wurde Charles De Visscher zum Minister ohne Geschäftsbereich in der ersten belgischen Regierung nach der Befreiung des Landes ernannt. Nach dem Ende des Krieges war er Mitglied der belgischen Delegation zur Konferenz in San Francisco, auf der 1945 die Charta der Vereinten Nationen ausgearbeitet wurde. Am 6. Februar 1946 wurde er mit absoluter Mehrheit für sechs Jahre zum Richter am Internationalen Gerichtshof gewählt. Neben José Gustavo Guerrero aus El Salvador war er dabei der einzige Richter am neu entstandenen Gericht, der bereits an dessen Vorgängerinstitution, dem Ständigen Internationalen Gerichtshof, tätig gewesen war. Während seiner Zeit am Internationalen Gerichtshof war er an acht Entscheidungen und sechs Gutachten beteiligt. In diesen Fällen ging es unter anderem um zwei Gutachten zur Regelung der Aufnahme von Staaten in die 1945 gegründeten Vereinten Nationen (UN), um Entschädigungszahlungen Albaniens an Großbritannien für die Beschädigung von zwei britischen Zerstörern und den Tod von 44 britischen Marinesoldaten durch Seeminen in albanischen Hoheitsgewässern (Corfu Channel Case) sowie um ein Gutachten zur Zulässigkeit von Ansprüchen der UN gegenüber nationalen Regierungen bezüglich der Verletzung von UN-Mitarbeitern im Dienst. Weitere Fälle hatten beispielsweise einen Streit zwischen Großbritannien und Norwegen um Fischereirechte (Fisheries (United Kingdom v. Norway) Case) sowie die Klärung des internationalen Status von Südwestafrika zum Inhalt. Darüber hinaus wirkte Charles De Visscher in verschiedenen Komitees des Gerichts mit, die unter anderem für Verfahrensregeln und andere spezielle Fragestellungen zuständig waren. Zu den Gründen, warum er am 6. Dezember 1951 trotz seiner Reputation überraschenderweise nicht für eine weitere Amtszeit ab 1952 wiedergewählt wurde, ist nichts bekannt. Es gilt jedoch als wahrscheinlich, dass vorrangig politische Überlegungen ausschlaggebend waren, so beispielsweise die Aufteilung der Stimmen der europäischen Länder durch einen weiteren Kandidaten, den Norweger Helge Klaestad, sowie die Unterstützung der USA für einen Kandidaten aus Lateinamerika (siehe Philippe Couvreur, 2000).
Im Jahr 1947 war Charles De Visscher zusammen mit dem ehemaligen belgischen Premierminister Paul van Zeeland, dem Brüsseler Juraprofessor Henri Rolin sowie anderen Juristen und Diplomaten an der Gründung des Institut royal des relations internationales (Königliches Institut für internationale Beziehungen, IRRI) beteiligt, einer unabhängigen Denkfabrik mit Sitz in Brüssel für Forschung und Informationsaustausch im Bereich der internationalen Beziehungen. Im selben Jahr übernahm er das Amt des Präsidenten des Institut de Droit international. 1953 erschien das Buch Théories et réalités en droit international public (Theorie und Wirklichkeit des Völkerrechts), das im Allgemeinen als Hauptwerk von Charles De Visscher gilt. Die Amerikanische Gesellschaft für internationales Recht wählte es im Jahr seines Erscheinens einstimmig zur herausragendsten Veröffentlichung im Bereich des Völkerrechts (siehe Josef L. Kunz, 1957), und bereits wenige Jahre später galt es als Klassiker (siehe Roger Pinto, 1957). Weitere französischsprachige Auflagen erschienen 1955, 1960 und 1970, darüber wurden auch englische und spanische Ausgaben veröffentlicht. Im Alter von 70 Jahren zog sich Charles De Visscher 1954 von seinen akademischen Verpflichtungen zurück und wurde zum fünften Ehrenpräsidenten in der Geschichte des Institut de Droit international gewählt. Er wirkte in den folgenden Jahren noch mehrfach als Vermittler in internationalen Streitfällen und veröffentlichte Schriften zu verschiedenen Aspekten des internationalen Rechts.
Am 2. August 1958 starb seine Frau Hélène. Er selbst starb 15 Jahre später im Alter von 88 Jahren. Sein Sohn Paul De Visscher folgte den Interessen des Vaters und wurde Professor für öffentliches und internationales Recht an der Katholischen Universität Löwen sowie von 1969 bis 1981 Generalsekretär des Institut de Droit international. Auch dessen Tochter Françoise Leurquin-De Visscher wirkte als Juraprofessorin in Löwen.

## Wirken

### Rechtsphilosophische und politische Ansichten

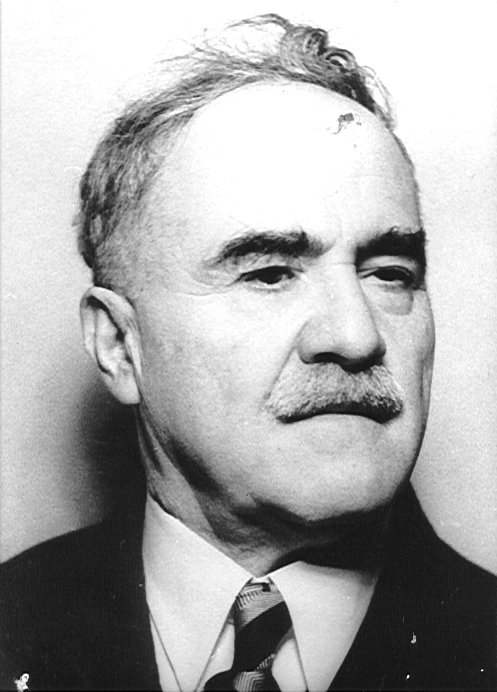
Max Huber, ein Freund von Charles De Visscher, dessen Ansichten und Schriften ihn mit beeinflussten

Die Sichtweise von Charles De Visscher lassen sich nicht eindeutig einer bestimmten Rechtsphilosophie zuordnen. Er lehnte naturrechtliche Verallgemeinerungen ebenso ab wie starre rechtspositivistische Zwänge und betonte die Notwendigkeit einer moralischen und sozialen Basis des Rechts. Für besonders relevant im Völkerrecht hielt er die wechselseitigen Beziehungen zwischen Recht und Politik sowie die als Ius gentium (Völkergemeinrecht) bezeichneten gemeinsamen Rechtsnormen aller Völker. Als Grundlage sowohl der menschlichen Gesellschaft als auch des Rechts betrachtete er das individuelle Gewissen. Er gab praktischen Erwägungen den Vorzug vor theoretischen Formalismen und bewertete das Recht aus einer utilitaristischen Sichtweise an seinem Nutzen. Als Realist hinsichtlich der Möglichkeiten und Grenzen des Völkerrechts sah er es vor allem als Werkzeug der internationalen Politik und als Mittel zur Förderung gemeinsamer Werte sowie zur Durchsetzung von grundsätzlichen Prinzipien, die er in seinen Veröffentlichungen als „human ends of power“ (menschliche Ziele der Macht) bezeichnete. Zu diesen „human ends“, die er gleichsam als Fundament des Völkerrechts und als Voraussetzung zum Erreichen einer dauerhaften Friedensordnung betrachtete, zählten für ihn vor allem grundlegende Menschenrechte und das Gebot der Menschlichkeit. Dabei sprach er sich gegen eine unreflektierte und nicht am jeweiligen Einzelfall gemessene Anwendung feststehender Regeln auch in den Bereichen des Völkerrechts aus, in denen positive Rechtsnormen und entsprechende Institutionen zu ihrer Durchsetzung existieren.
Seine weltanschaulichen Prinzipien beruhten insbesondere auf der durch den französischen Philosophen Emmanuel Mounier geprägten Denkrichtung des Personalismus. In seinen Schriften nannte er selten andere Juristen, deren Haltung ihn geprägt hätten. Zu den wenigen Rechtswissenschaftlern, deren Arbeiten Auswirkungen auf Charles De Visscher hatten und von denen er einige Ideen übernahm, zählten die Österreicher Hersch Lauterpacht, Alfred Verdroß-Droßberg und Hans Kelsen, auch wenn er Kelsen in wesentlichen Fragen nicht zustimmte und insbesondere dessen rechtspositivistische Positionen kritisierte. Auch der Schweizer Max Huber, Präsident des Internationalen Komitees vom Roten Kreuz von 1928 bis 1944, beeinflusste ihn in seinen Ansichten. Er widmete Huber, mit dem er befreundet war, die vierte Auflage seines Buches Théories et réalités en droit international public, das zum Teil unter dem Eindruck von Hubers Werk Die soziologischen Grundlagen des Völkerrechts entstanden war. Zu den Juristen, die Charles De Visscher mit seinen Ansichten beeinflusste, zählten unter anderem Wolfgang Friedmann, der von 1955 bis zu seinem Tod Professor an der Juristischen Fakultät der Columbia University war, der Franzose Michel Virally, der an den Universitäten Straßburg und Genf wirkte, sowie René-Jean Dupuy, der am Collège de France tätig war (siehe Pierre-Marie Dupuy, 2000).

### Lebenswerk
Das Lebenswerk von Charles De Visscher gliedert sich in verschiedene zeitliche und berufliche Abschnitte. Frühen Arbeiten im Zivil-, Sozial- und Arbeitsrecht folgte eine lange Karriere im Bereich des Völkerrechts, zu dem er sowohl eine akademische als auch, durch sein jahrzehntelanges Wirken als Anwalt und als Richter am Internationalen Gerichtshof in Den Haag, eine praxisorientierte Perspektive einnahm. Seine Lehrtätigkeit umfasste neben dem Wirken an den Universitäten in Gent und Löwen auch Kurse an der University of Chicago und in den Jahren 1923, 1925, 1929, 1935 und 1954 an der Haager Akademie für Völkerrecht, deren Kuratorium er ab 1932 angehörte. In den rund 15 Jahren seines Lebens, die er als Richter am Ständigen Internationalen Gerichtshof sowie dessen Nachfolgeinstitution verbrachte, sah er von Veröffentlichungen weitestgehend ab, da er es aufgrund des Gebots der richterlichen Neutralität als nicht angemessen empfand, sich außerhalb der Gerichtsentscheidungen zu völkerrechtlichen Fragestellungen zu äußern. Auch auf die durch die Statuten beider Institutionen gebotene Möglichkeit, individuelle oder abweichende Stellungnahmen in den Entscheidungen zu formulieren, verzichtete er wie die meisten anderen Richter aus kontinentaleuropäischen Ländern weitestgehend und machte davon im Laufe seiner Karriere nur zweimal Gebrauch.
Nach dem Ende seiner Tätigkeit als Richter veröffentlichte Charles De Visscher sein Hauptwerk Théories et réalités en droit international public. In diesem Buch, das in vier Teile gegliedert war, setzte er sich entsprechend seinen rechtsphilosophischen Ansichten vor allem mit dem Wechselspiel aus Macht und Recht im Bereich der internationalen Beziehungen auseinander. Er betrachtete dabei unter anderem die entsprechende historische Entwicklung von der Entstehung moderner Staaten bis zum Beginn des Zweiten Weltkrieges (erster Teil), allgemeine Beziehungen im Verhältnis aus Macht und Recht (zweiter Teil) sowie die sich daraus zum Teil ergebenden Spannungen (dritter Teil). Im vierten Teil widmete er sich der Rolle des Rechts bei der friedlichen Beilegung internationaler Konflikte. Die ersten beiden Teile des Buches, die in den vier Auflagen nahezu unverändert blieben, stellten dabei im Wesentlichen De Visschers persönliche Sichtweise dar. Er beschrieb darin vor allem, wie das Völkerrecht seiner Ansicht nach beschaffen sein könnte und sollte. Den tatsächlichen Status des Völkerrechts sowie dessen Möglichkeiten stellte er insbesondere im dritten und vierten Teil dar, deren inhaltliche Gewichtung zum Teil durch sein eigenes Wirken geprägt war. Der dritte Teil des Buches unterlag dabei durch Anpassungen an neuere Entwicklungen den umfangreichsten Änderungen zwischen den verschiedenen Ausgaben.
Die akademischen Interessen von Charles De Visscher in Bezug auf das internationale Recht waren vielfältig und teilweise gekennzeichnet durch zeitlich befristete, aber inhaltlich bedeutsame Arbeiten zu neuen oder speziellen Aspekten. Dies galt beispielsweise für sein Wirken zum Kulturgutschutz im Falle eines Krieges in den 1930er Jahren sowie seine Arbeiten zum Konzept der Menschenrechte kurz nach dem Ende des Zweiten Weltkrieges, die unter anderem die Grundlage waren für eine entsprechende Resolution des Institut de Droit international. Weitere Themen, mit denen er sich beschäftigte, waren zum Beispiel die völkerrechtliche Behandlung der Rechtsverweigerung, das Prinzip der Nationalität und der Schutz von Minderheiten, die juristische Position von ausländischen Staatsangehörigen im Rahmen der nationalen Rechtsprechung eines Landes sowie verfahrensrechtliche Aspekte im Völkerrecht. Seine Schrift Le déni de justice en droit international aus dem Jahr 1935 zur Rechtsverweigerung im internationalen Recht gilt bis in die jüngere Zeit als herausragendste französischsprachige Veröffentlichung zu diesem Thema (siehe Jan Paulsson, 2005). Ein Teil seiner relevanten Veröffentlichungen erschien erst nach seiner Emeritierung im Jahr 1954, wie beispielsweise einige in den 1960er Jahren publizierte Arbeiten zur Zusammenfassung des Standes und zukünftiger Entwicklungen des Rechts in verschiedenen Bereichen.

## Auszeichnungen und Würdigung
Zu den Auszeichnungen und Anerkennungen, die Charles De Visscher für sein Wirken erhielt, zählten unter anderem Ehrendoktorate der Universitäten Paris, Nancy, Montpellier, Poitiers und Wien sowie die 1947 verliehene Ehrenmitgliedschaft der Amerikanischen Gesellschaft für internationales Recht (ASIL). Darüber hinaus wurde er als Mitglied in verschiedene wissenschaftliche Akademien aufgenommen, so in die Académie royale des Sciences, des Lettres et des Beaux-Arts de Belgique (Königliche Akademie der Wissenschaften und Schönen Künste von Belgien), die Königlich-Niederländische Akademie der Wissenschaften (Koninklijke Nederlandse Akademie van Wetenschappen), die spanische Real Academia de Ciencias Morales y Políticas sowie die französische Académie des sciences morales et politiques. Zu den ihm verliehenen Preisen gehörten zum Beispiel 1955 das „ASIL Certificate of Merit“ (Verdiensturkunde) für sein Buch Théories et réalités en droit international public sowie 1966 die Manley-O.-Hudson-Medaille, die höchste Auszeichnung der Amerikanischen Gesellschaft für internationales Recht.
Das 1963 gegründete Zentrum für internationales Recht an der Université catholique de Louvain wurde noch im Jahr seines Todes nach Charles De Visscher benannt; heute ist es unter der Bezeichnung Département de droit international Charles De Visscher („Charles De Visscher“-Abteilung für internationales Recht) Teil der juristischen Fakultät.

## Schriften (Auswahl)
- Belgium’s Case: A Juridical Enquiry. Hodder and Stoughton, London 1916
- La Belgique et les juristes allemands. Payot, Paris 1916
- The Stabilization of Europe. The University of Chicago Press, Chicago 1924
- La protection internationale des objets d’art et des monuments historiques. In: Revue de droit international et de legislation comparée. 16/1935. S. 32–74 und 246–288
- Le déni de justice en droit international. In: Recueil des cours. 52/1935. S. 365–442
- Human Rights in Roman Law Countries. In: Annals of the American Academy of Political and Social Science. 243/1946. S. 53–59
- The Fundamental Rights of Man. Basis of a Restoration of International Law. In: Annuaire de l’Institut de Droit International. 41/1947. S. 1–13
- Théories et réalités en droit international public. Éditions A. Pedone, Paris 1953
- Problèmes d’interprétation judiciaire en droit international public. Éditions A. Pedone, Paris 1963
- Aspects récents du droit procédural de la Cour internationale de Justice. Éditions A. Pedone, Paris 1966
- Les effectivités en droit international public. Éditions A. Pedone, Paris 1967

## Weiterführende Veröffentlichungen
- Manfred Lachs: The Teacher in International Law: Teachings and Teaching. Martinus Nijhoff Publishers, Den Haag 1982, ISBN 90-247-2566-6, S. 111–112
- Sally Marks: De Visscher, Charles. In: Warren F. Kuehl (Hrsg.): Biographical Dictionary of Internationalists. Greenwood Press, Westport 1983, ISBN 0-313-22129-4, S. 207–208
- Charles De Visscher. In: Arthur Eyffinger, Arthur Witteveen, Mohammed Bedjaoui: La Cour internationale de Justice 1946–1996. Martinus Nijhoff Publishers, Den Haag und London 1999, ISBN 90-411-0468-2, S. 333